# Boone County (Iowa)

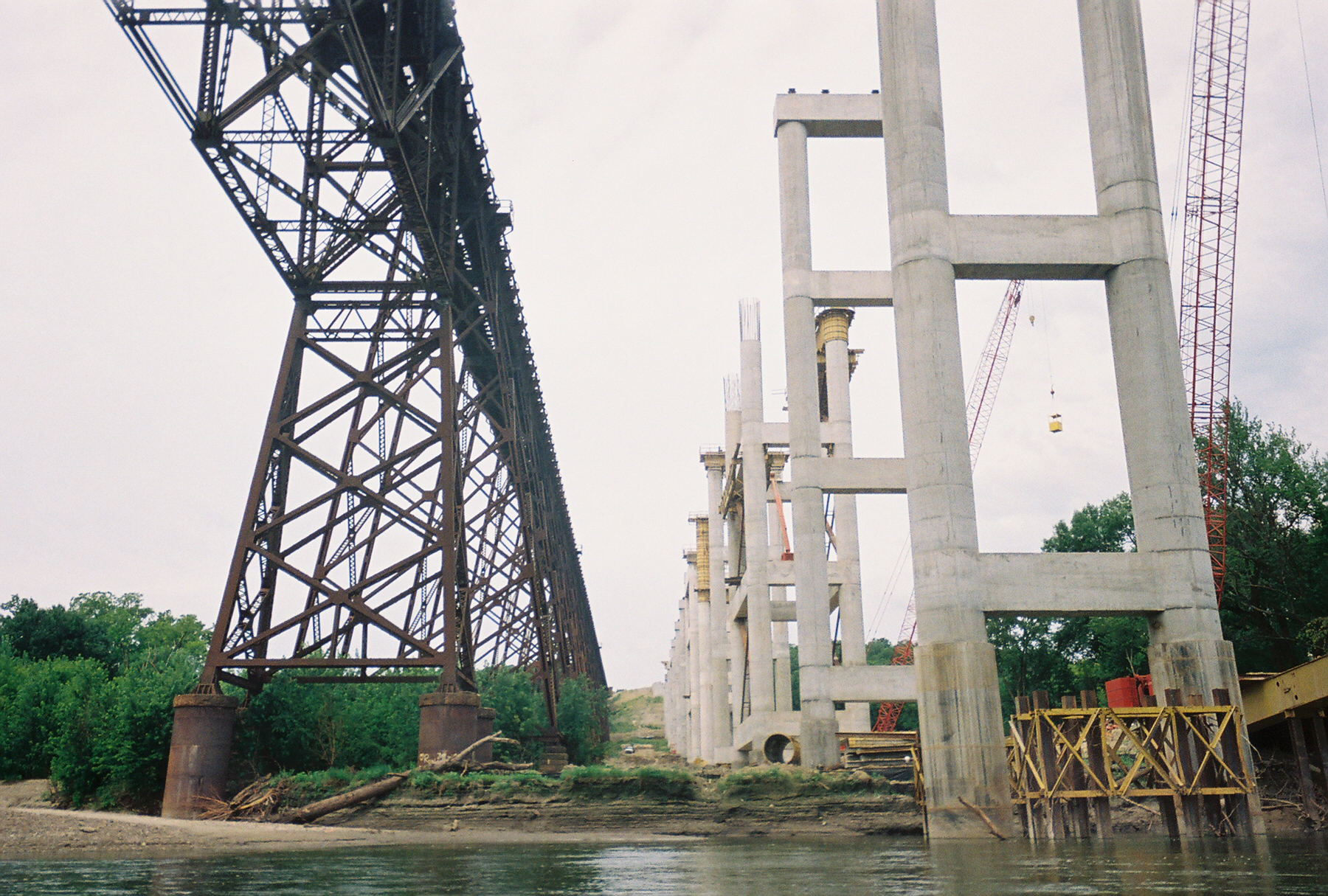
Das Boone Viadukt über den Des Moines River in Boone, seit 1978 im NRHP gelistet

Das Boone County ist ein County im US-amerikanischen Bundesstaat Iowa. Im Jahr 2020 hatte das County 26.715 Einwohner und eine Bevölkerungsdichte von 18,1 Einwohnern pro Quadratkilometer.  Der Verwaltungssitz (County Seat) ist Boone.

## Geografie
Das County liegt etwas westlich des geografischen Zentrums von Iowa und erstreckt sich über eine Fläche von 1485 Quadratkilometern, wovon fünf Quadratkilometer Wasserfläche sind.
Durchflossen wird das Boone County von Nord nach Süd vom Des Moines River, einem rechten Nebenfluss des Mississippi.
An das Boone County grenzen folgende Nachbarcountys:
| Webster County |               | Hamilton County |
| Greene County  |               | Story County    |
|                | Dallas County | Polk County     |

## Geschichte
Das Boone County wurde im Februar 1847 aus als frei bezeichneten – in Wirklichkeit aber von Indianern besiedelten – Territorium gebildet. Benannt wurde es nach Captain (Hauptmann) Nathan Boone, Sohn von Daniel Boone.
Nachdem es zuerst vom Polk County aus verwaltet wurde, beschlossen die Bürger, eine eigene Gerichtsbarkeit einzurichten, eine gesetzgebende Versammlung zu wählen und eine eigene Verwaltung aufzubauen.
Bis 1871 wurde die Gliederung des Countys in 17 Townships und deren heute noch bestehenden Grenzen abgeschlossen.

Nachdem Gerichtsverhandlungen im County zuerst in Privat- oder Schulhäusern abgehalten worden waren, errichtete man 1857 ein neues Gerichtsgebäude. Im Jahre 1868 wurde ein größeres Gebäude errichtet; das heutige Gebäude wurde im Jahr 1918 fertiggestellt.

## Bevölkerung
Nach der Volkszählung im Jahr 2010 lebten im Boone County 26.306 Menschen in 10.914 Haushalten. Die Bevölkerungsdichte betrug 17,8 Einwohner pro Quadratkilometer. In den 10.914 Haushalten lebten statistisch je 2,34 Personen.
Ethnisch betrachtet setzte sich die Bevölkerung zusammen aus 97,0 Prozent Weißen, 0,8 Prozent Afroamerikanern, 0,3 Prozent amerikanischen Ureinwohnern, 0,3 Prozent Asiaten sowie aus anderen ethnischen Gruppen; 1,0 Prozent stammten von zwei oder mehr Ethnien ab. Unabhängig von der ethnischen Zugehörigkeit waren 1,9 Prozent der Bevölkerung spanischer oder lateinamerikanischer Abstammung.
23,9 Prozent der Bevölkerung waren unter 18 Jahre alt, 60,2 Prozent waren zwischen 18 und 64 und 15,9 Prozent waren 65 Jahre oder älter. 49,8 Prozent der Bevölkerung war weiblich.

Das jährliche Durchschnittseinkommen eines Haushalts lag bei 51.678 USD. Das Prokopfeinkommen betrug 25.079 USD. 8,2 Prozent der Einwohner lebten unterhalb der Armutsgrenze.

## Sehenswürdigkeiten
Touristische Ziele sind das Boone County Historical Center in Boone, das Kate Shelley Railroad Museum in Moingona und das Hickory Grove Rural School Museum in der Don Williams Recreation Area im Norden von Ogden.

## Ortschaften im Boone County
Citys
| - Beaver - Berkley - Boone - Boxholm | - Fraser - Luther - Madrid - Ogden | - Pilot Mound - Sheldahl1 |

Unincorporated Communities
| - Jordan - Logansport - Mackey | - Moingona - Zenorsville - Zook Spur |

1 – teilweise im Polk und im Story County

## Gliederung
Das Boone County ist in 17 Townships eingeteilt:
| Township            | Einw. (2010) | FIPS     |
| ------------------- | ------------ | -------- |
| Amaqua Township     | 241          | 19-90057 |
| Beaver Township     | 144          | 19-90150 |
| Cass Township       | 737          | 19-90489 |
| Colfax Township     | 662          | 19-90756 |
| Des Moines Township | 13.602       | 19-90969 |
| Dodge Township      | 536          | 19-91002 |
| Douglas Township    | 2537         | 19-91029 |
| Garden Township     | 1077         | 19-91503 |
| Grant Township      | 337          | 19-91629 |

| Township             | Einw. (2010) | FIPS     |
| -------------------- | ------------ | -------- |
| Harrison Township    | 354          | 19-91860 |
| Jackson Township     | 716          | 19-92094 |
| Marcy Township       | 1259         | 19-92832 |
| Peoples Township     | 334          | 19-93291 |
| Pilot Mound Township | 363          | 19-93330 |
| Union Township       | 466          | 19-94176 |
| Worth Township       | 723          | 19-94782 |
| Yell Township        | 2218         | 19-94797 |